# Sinko (Guinée)
Pour les articles homonymes, voir Sinko.
Sinko est une ville et une sous-préfecture de Guinée, rattachée à la préfecture de Beyla et la région de Nzérékoré. 

## Population
En 2016, le nombre d'habitants s'estime à 85 671, à partir d'une extrapolation officielle du recensement de 2014 qui en dénombre 80 104.

## Personnalités liées à la ville
- Abou Sangare (2001-), né a Sinko